# Surco central del cerebro

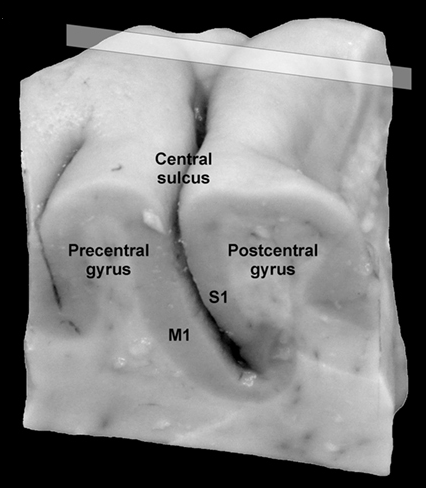
Surco central (central sulcus) o cisura de Rolando en el centro separando los giros precentral y poscentral. Córtex motor primario (M1) y córtex sensorial primario (S1).

El surco central del cerebro  o cisura de Rolando, es una hendidura presente en la parte superior del cerebro de los mamíferos superiores. El surco central es una frontera destacada en el cerebro, ya que separa el lóbulo frontal del lóbulo parietal. Las paredes del surco están formadas por la corteza motora primaria adelante y por el córtex somatosensorial primario detrás.

## Historia
Recibe su epónimo en honor del anatomista italiano Luigi Rolando (1773-1831), aunque fue descrito por primera vez en 1786 por el neuro-anatomista francés Félix Vicq d'Azyr, pero su descubrimiento fue atribuido erróneamente al italiano por Leuret. El término latino sulcus centralis, 'surco central', fue acuñado por el anatomista alemán Emil Huschke (1797-1858).

## Anatomía

Límites del surco de Rolando: adelante giro precentral (Anterior Central Gyrus) y atrás giro poscentral (Post Central Gyrus)

El surco central comienza en la cisura cerebral longitudinal interhemisférica, un poco detrás de su punto medio. Corre sinuosamente abajo y afuera y termina en la cercanía de la cisura lateral (o de Silvio).
El surco tiene como límite anterior al giro (o circunvolución) precentral, y como límite posterior al giro poscentral.
La arteria del surco central (o arteria de Rolando) es rama de los segmentos operculares (M3) de la arteria cerebral media (ACM). Emerge de la cisura de Silvio con una dirección ascendente y se ramifica sobre la superficie, distribuyendo pequeñas ramas hacia la corteza cerebral precentral y poscentral.

### Microarquitectura

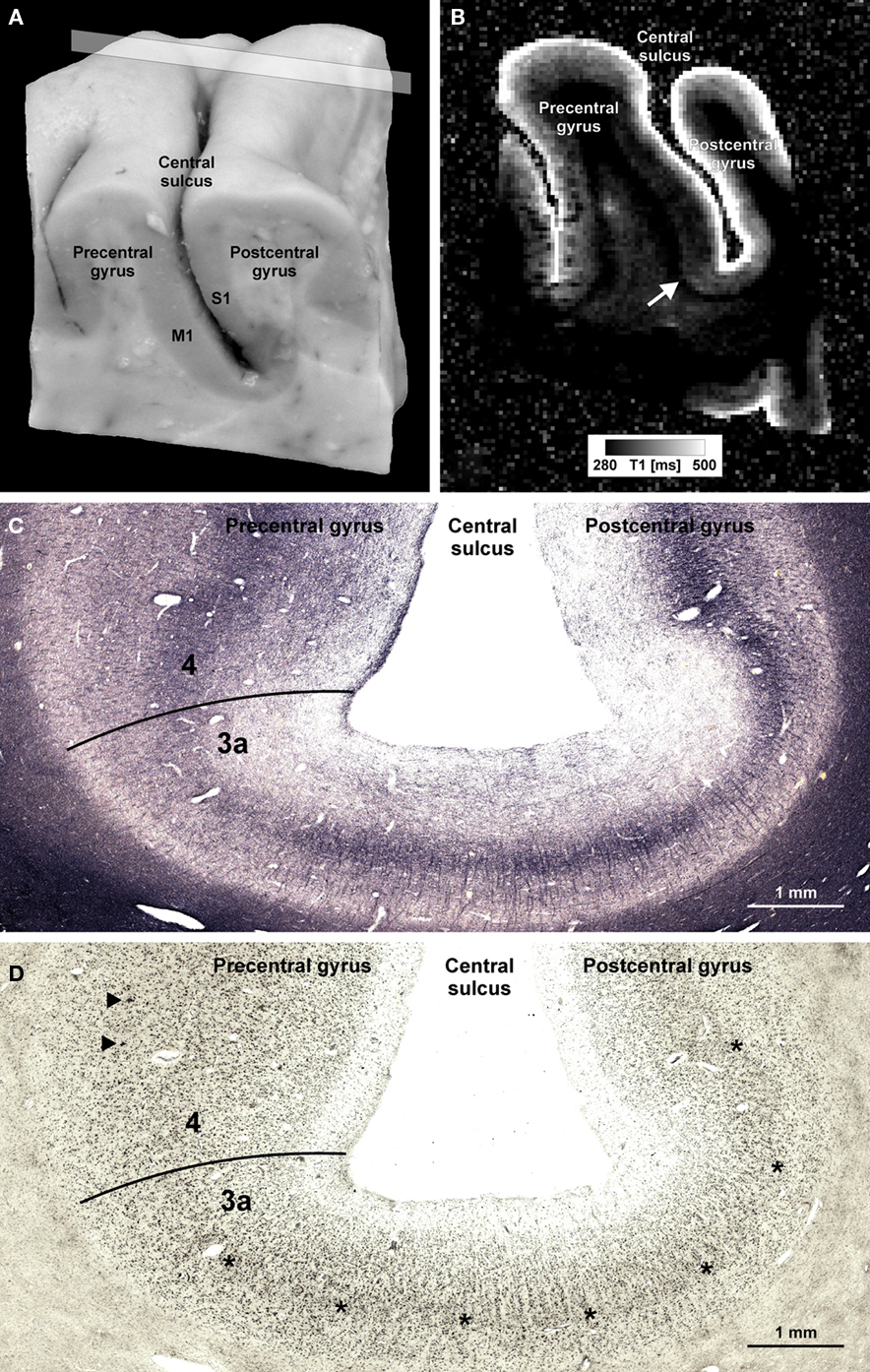
Microarquitectura histológica del fondo del surco central (Central sulcus) o de Rolando. Fotografías centro y abajo. El Surco está delimitado entre las áreas de Brodmann BA 4 (izquierda arriba) y BA 3 (abajo y derecha).

La pared anterior de este surco profundo está formada por la corteza motora primaria, y la pared posterior por la corteza somatosensorial primaria.
Es fácil discriminar las capas más densamente mielinizadas de la corteza motora primaria y notar su mayor grosor en relación con el área somatosensorial adyacente posterior más estrecha.
En neuropsicología es una estructura que separa la «mitad afectiva» anterior del cerebro, la zona donde se planifica y se piensa, de la «mitad sensorial» del cerebro, o parte perceptiva del cerebro, que es la «mitad» posterior.